# برنج قرمز بوتانی

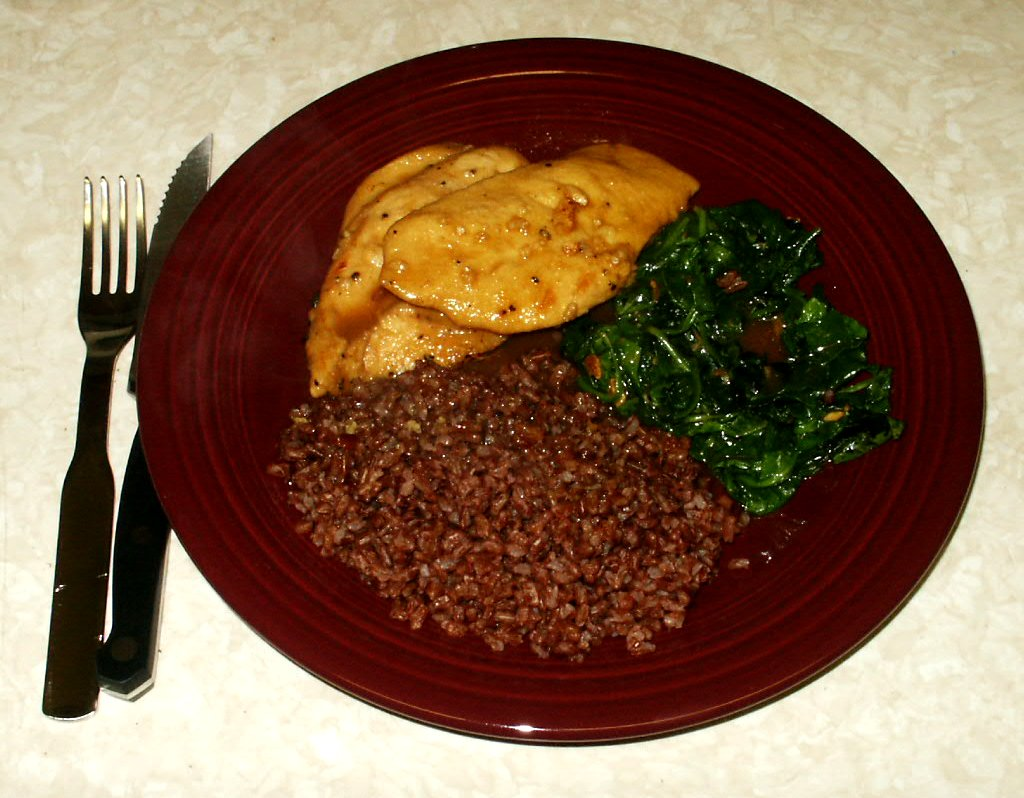
مرغ، اسفناج و برنج قرمز بوتانی

برنج قرمز بوتانی (انگلیسی: Bhutanese red rice) گونه ای برنج با دانه‌های متوسط است که در کشور بوتان کشت می‌شود و عمده محصول برنج تولیدی و مصرفی مردم بوتان است.
این برنج گونه‌ای برنج قرمز رنگ ژاپنی است، که به نحوی شالی‌کوبی می‌شود تا مقداری از سبوس قرمز رنگ آن برروی برنج باقی بماند. به همین دلیل، از برنج قهوه‌ای شالی‌کوبی نشده، زودتر می‌پزد. این برنج پس از پخت، به رنگ صورتی کم‌رنگ، نرم و چسبناک است.